# 馬祖新村
馬祖新村，是桃園市中壢區龍岡的眷村，有「桃園將軍村」的稱號。該村雖非龍岡一帶第一個建成或戶數最多的眷村 （页面存档备份，存于），卻因形制獨特而成為當地唯一獲得保存的眷村；經過桃園市政府規劃，改造為文化創意產業園區「馬祖新村眷村文創園區」，簡稱「馬村」。

## 沿革

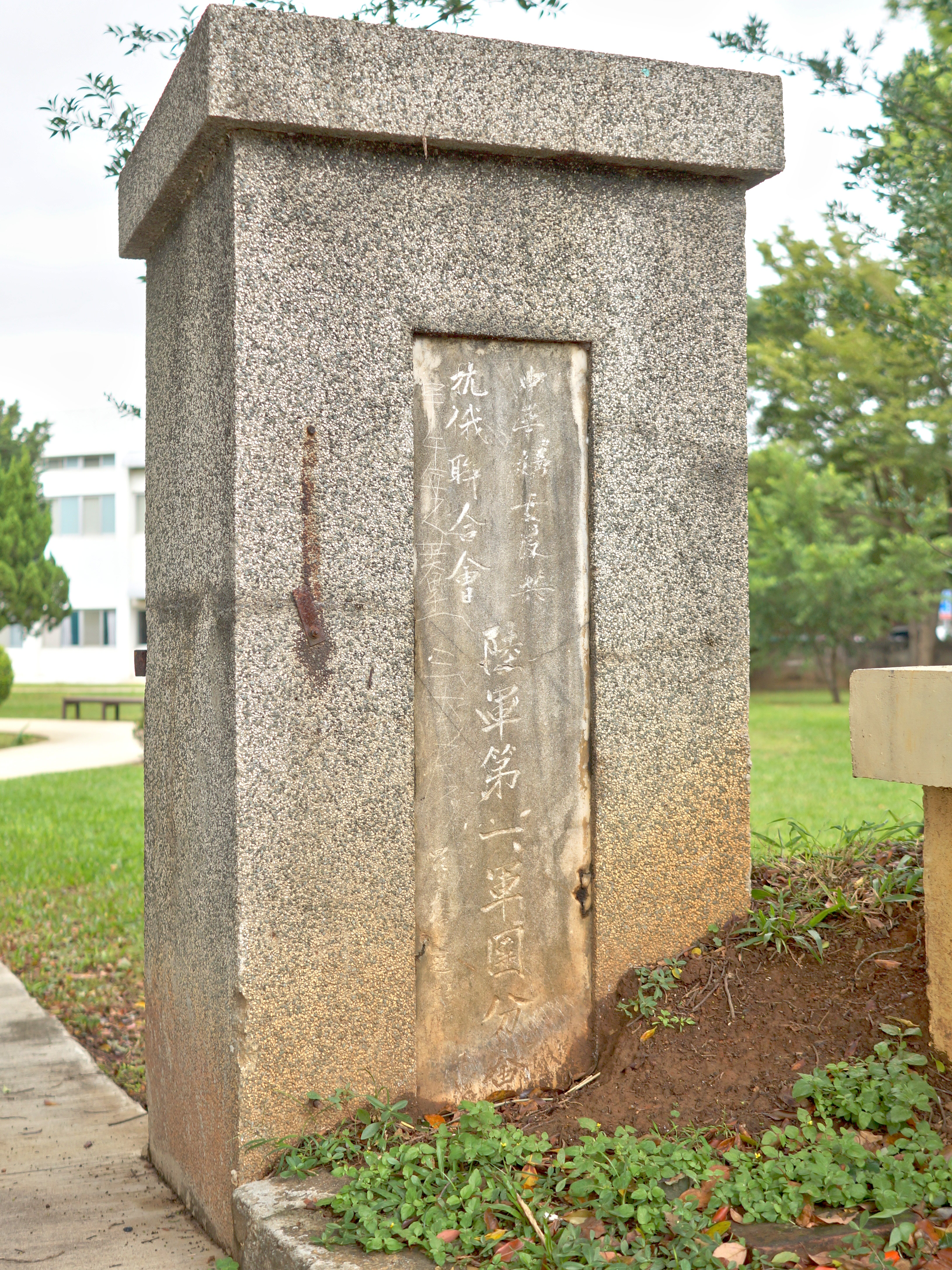
中華婦女反共抗俄聯合會陸軍第一軍團分會大門石柱，羅友倫題字

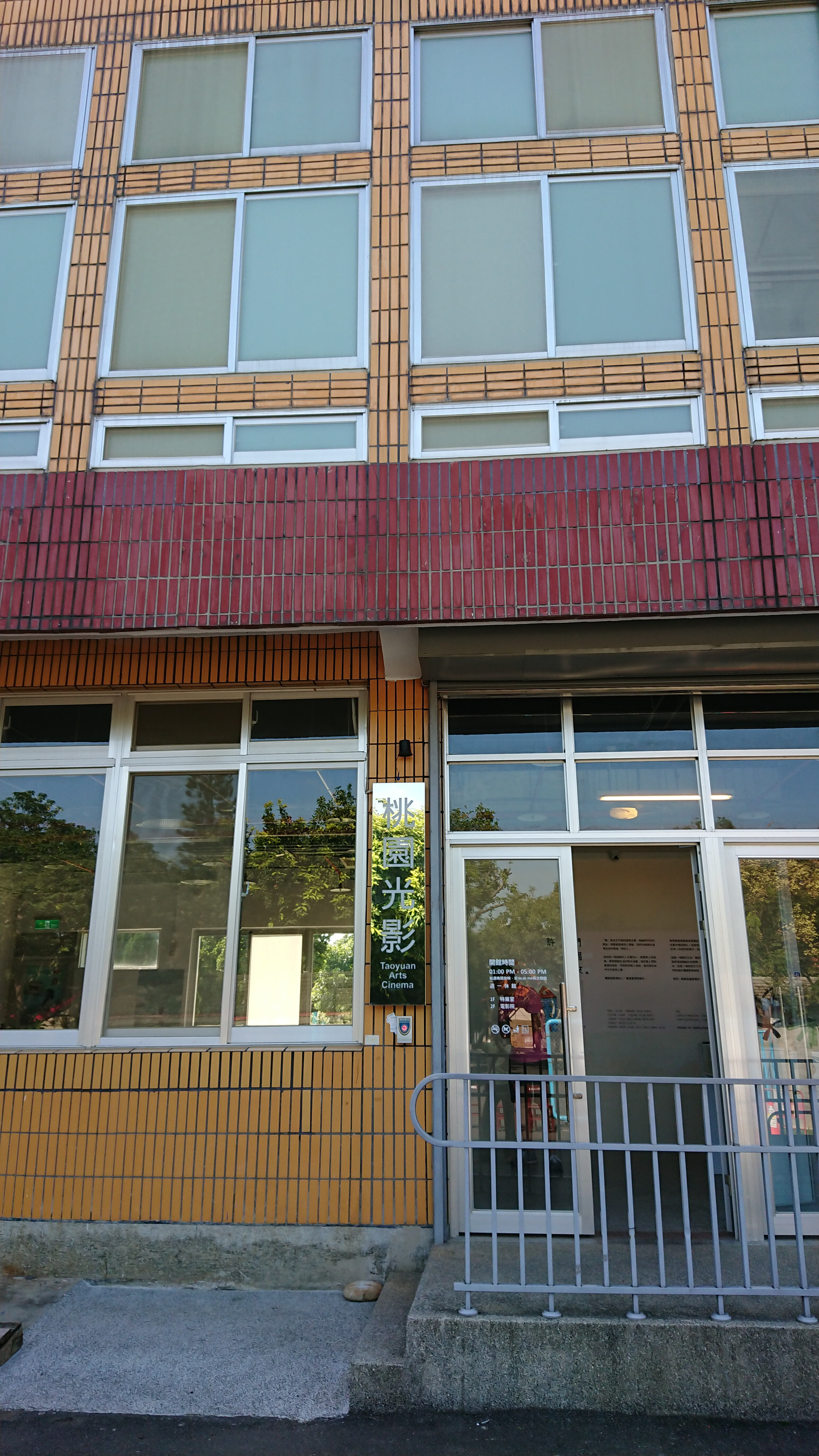
桃園光影電影館

馬祖新村於1957年建立，為了紀念1955年3月24日中華民國陸軍第八十四師接防馬祖列島而命名。
1955年陸軍第八十四師師長兼陸軍馬祖守備區指揮部指揮官華心權少將，藉由中華婦女反共抗俄聯合會主任委員宋美齡隨其夫中華民國總統蔣中正視察馬祖時，報告軍眷因無家可住而寄住寺廟、茅舍，請求解決軍眷居住問題。宋美齡回臺灣後馬上撥款新臺幣伍十萬元，陸軍馬祖守備區指揮部再籌款新臺幣伍十萬元，購地三甲，共蓋129戶；後增建至223戶。大門「馬祖新村」是由宋美齡親自題字。第一批眷舍在1957年完工，分配給陸軍第八十四師少將級以下軍官與其眷屬居住。
馬祖新村是中華民國國防部「國軍老舊眷村文化保存園區」13處當中，第一個配合《國軍老舊眷村文化保存選擇及審核辦法》辦理都市計畫變更獲得通過的案例；是第一個經由縣市文化資產保存的眷村；也是桃園市保存最完整的三大眷村之一 ；三大眷村並且也登錄為桃園市歷史建築；馬祖新村是由2004年3月3日桃園縣政府「府文資字第0930534269號」公告登錄為桃園縣歷史建築。2005年7月1日，經國防部同意，馬祖新村土地由桃園縣政府代管。眷村內有中華婦女反共抗俄聯合會陸軍第一軍團分會、馬祖幼稚園、公園、福利社、菜市場等。眷村建築是參考美式花園建築，以放射狀排列。

## 文創園區
馬祖新村由桃園市政府文化局接手後改為「馬祖新村眷村文創園區」，分三階段活化計畫，第一、二期已竣工；園區規劃是仿照博物館的樣式重新打造，2018年4月對外開放。2015年由桃園市文化局主導將原活動中心改裝為「桃園光影電影館」，2016年5月對外營運，可做為電影放映、文藝展覽之用途；2021年改名「中壢光影電影館」。2018年，園區內舉辦「2018電影生活節」。
2021年11月6至7日，桃園市政府文化局在馬祖新村眷村文創園區舉辦「馬村5G動漫日」。2022年，桃園市政府宣布，桃園國際動漫大展轉型為桃園漫畫節，並以馬祖新村眷村文創園區為永久舉辦地；2023年，桃園漫畫節確定重返桃園藝文特區。

## 相關照片

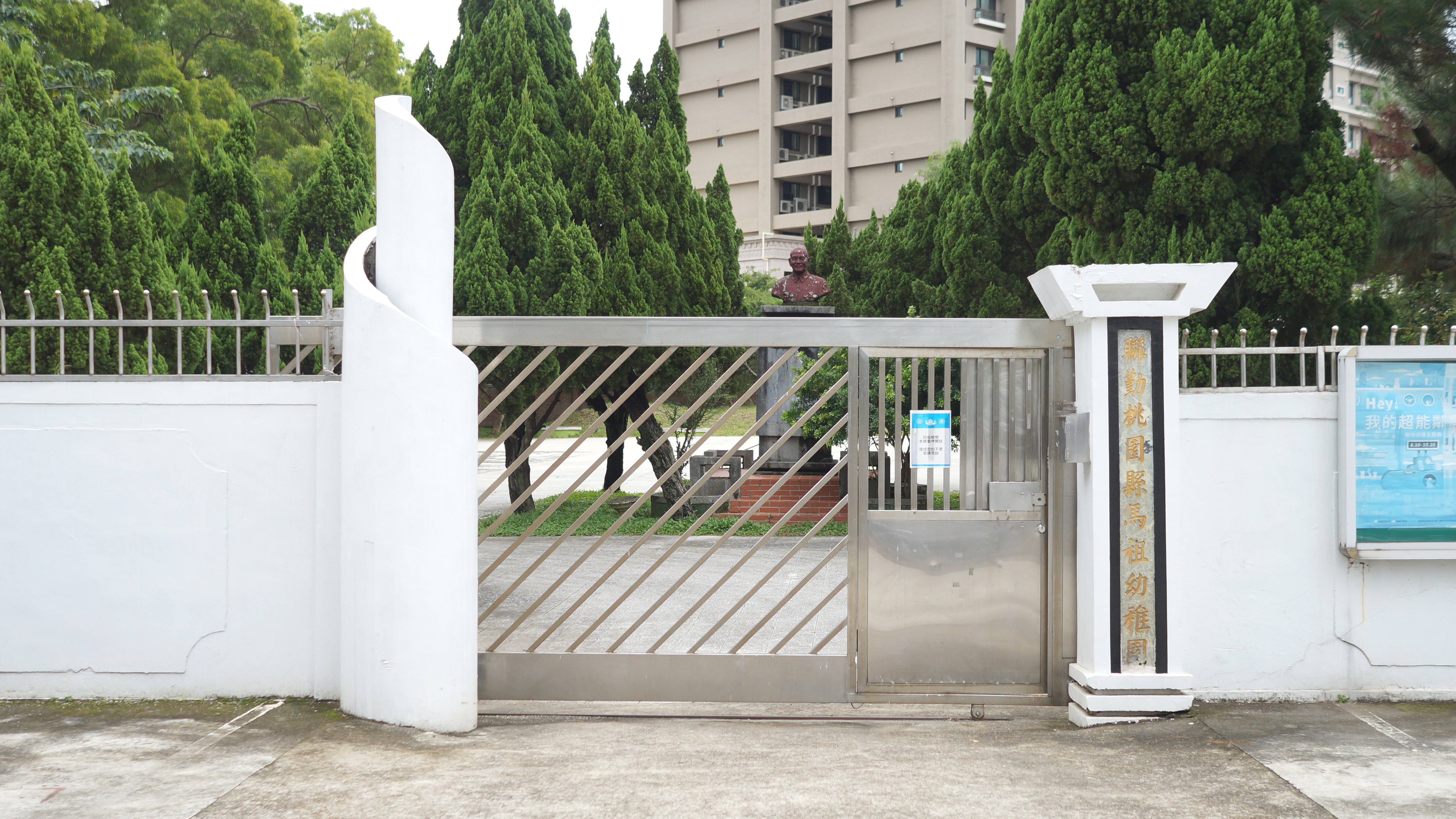
馬祖幼稚園大門
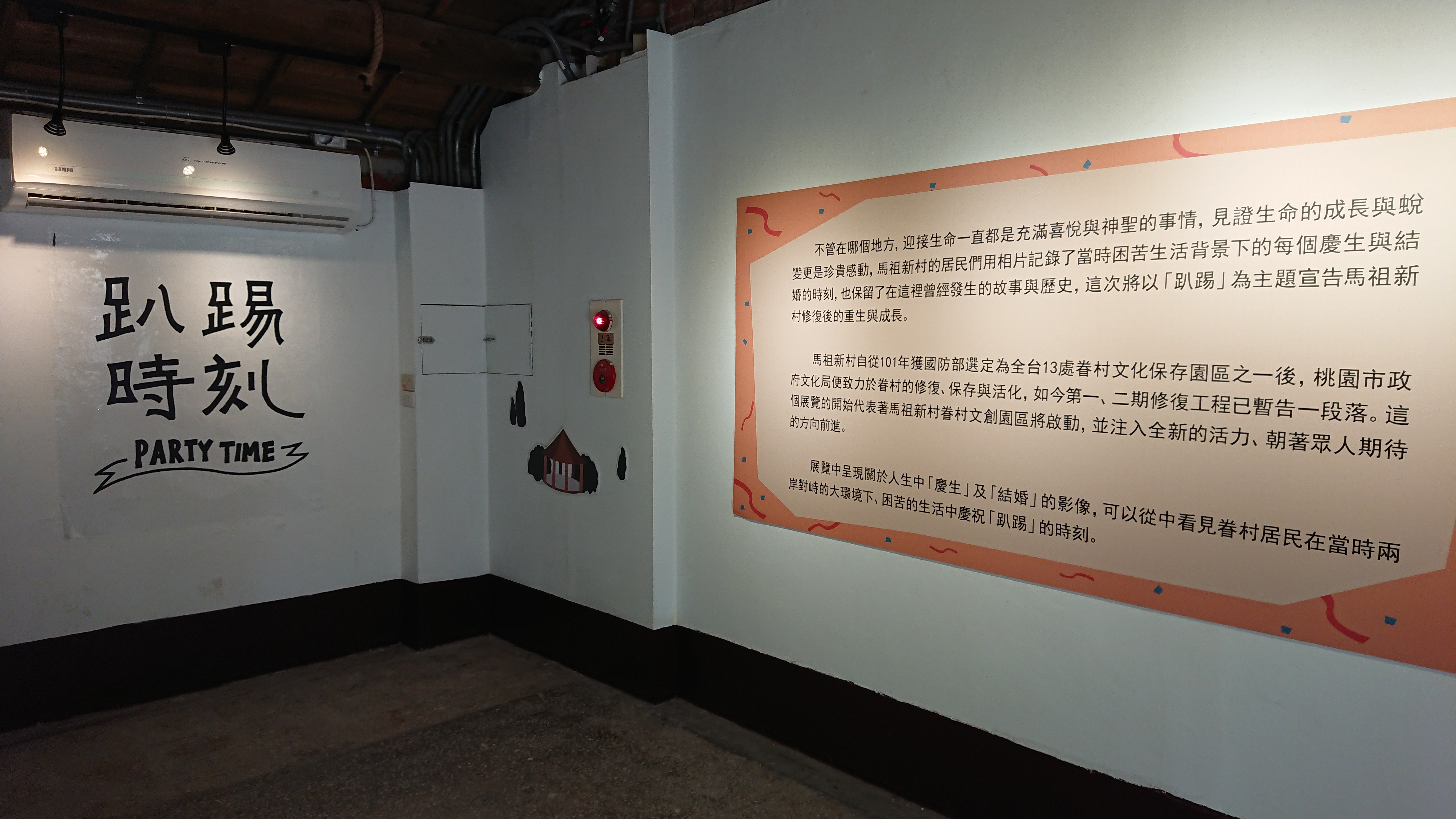
馬祖新村眷舍
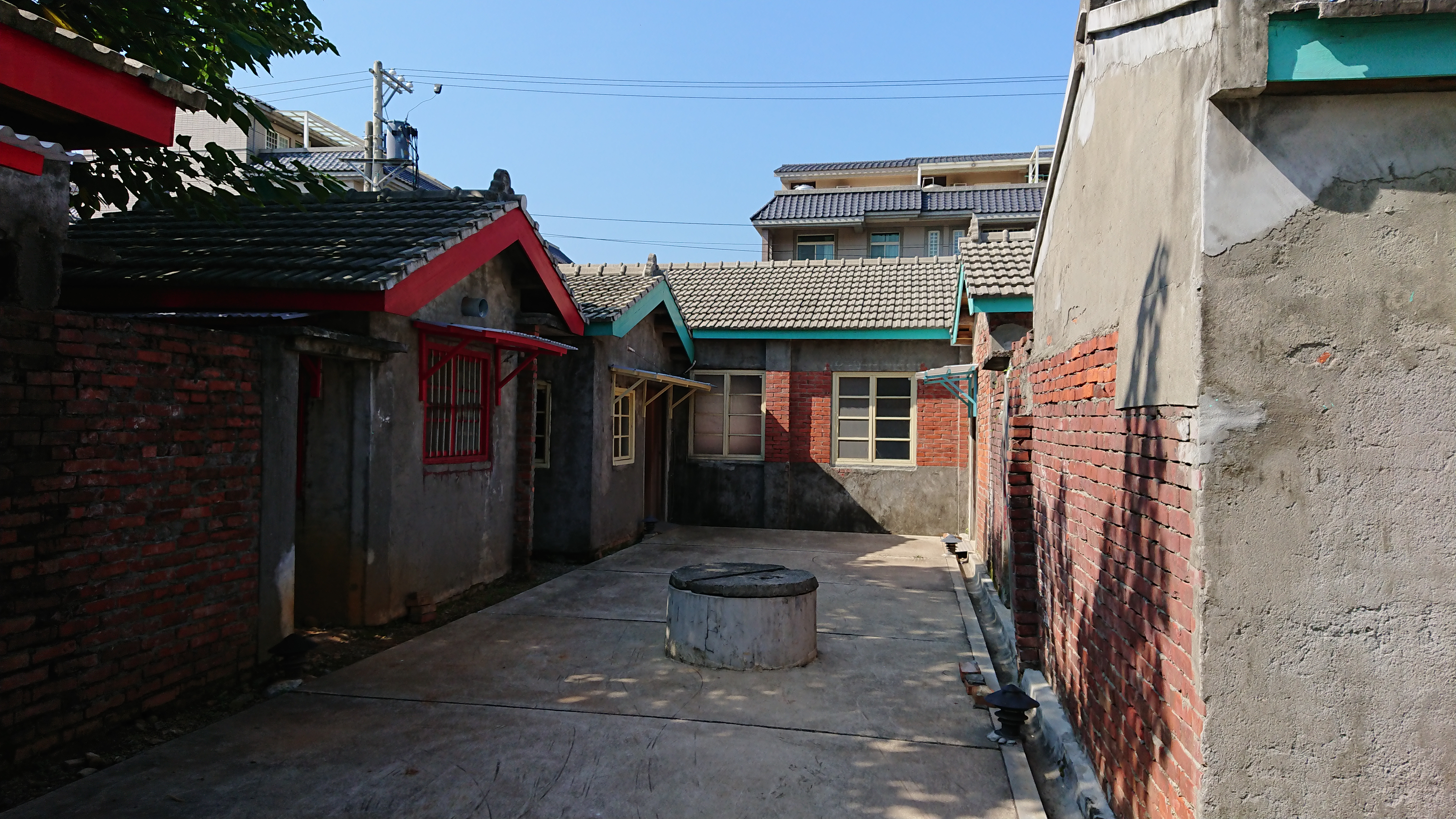
馬祖新村眷舍
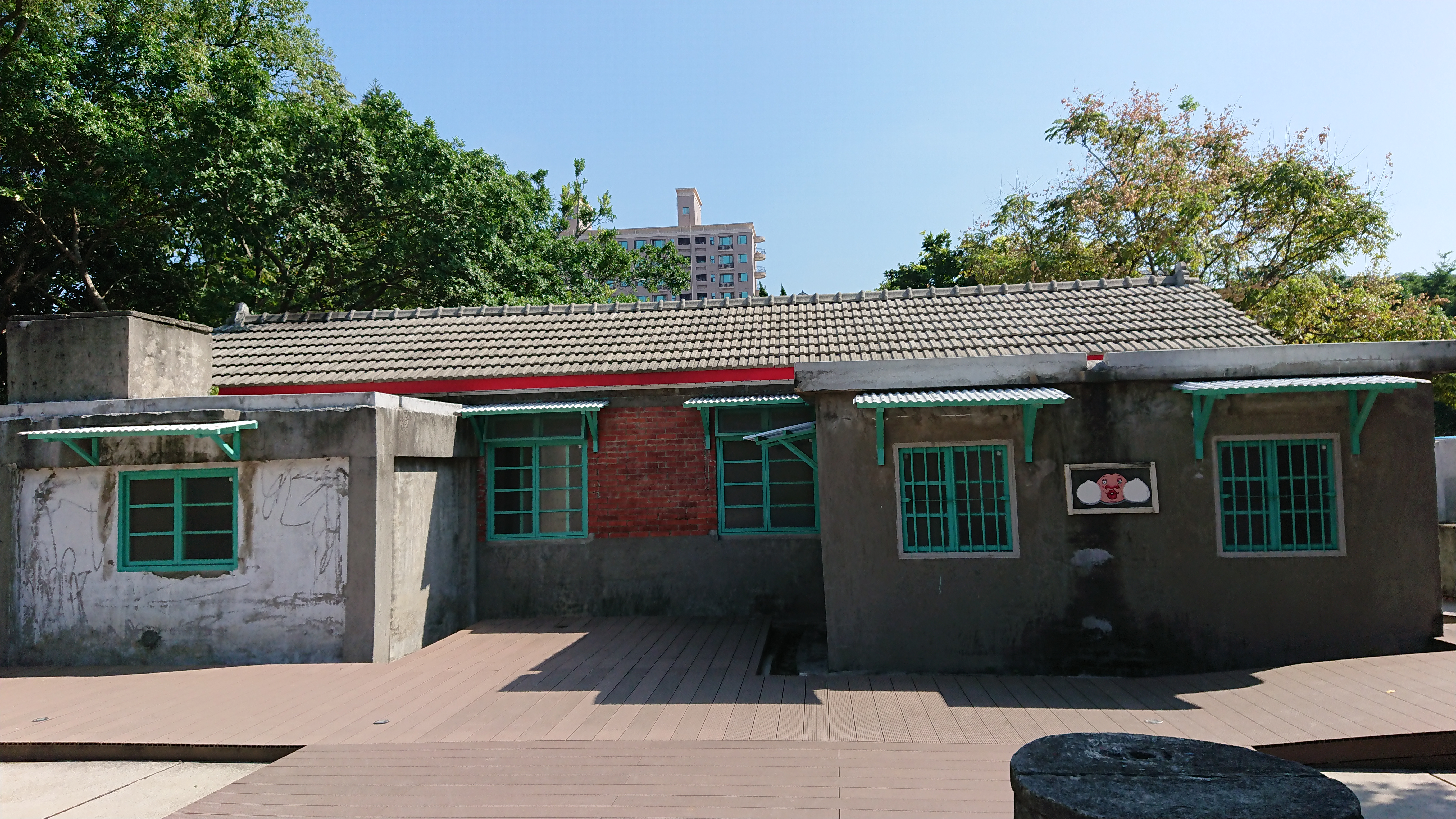
馬祖新村眷舍
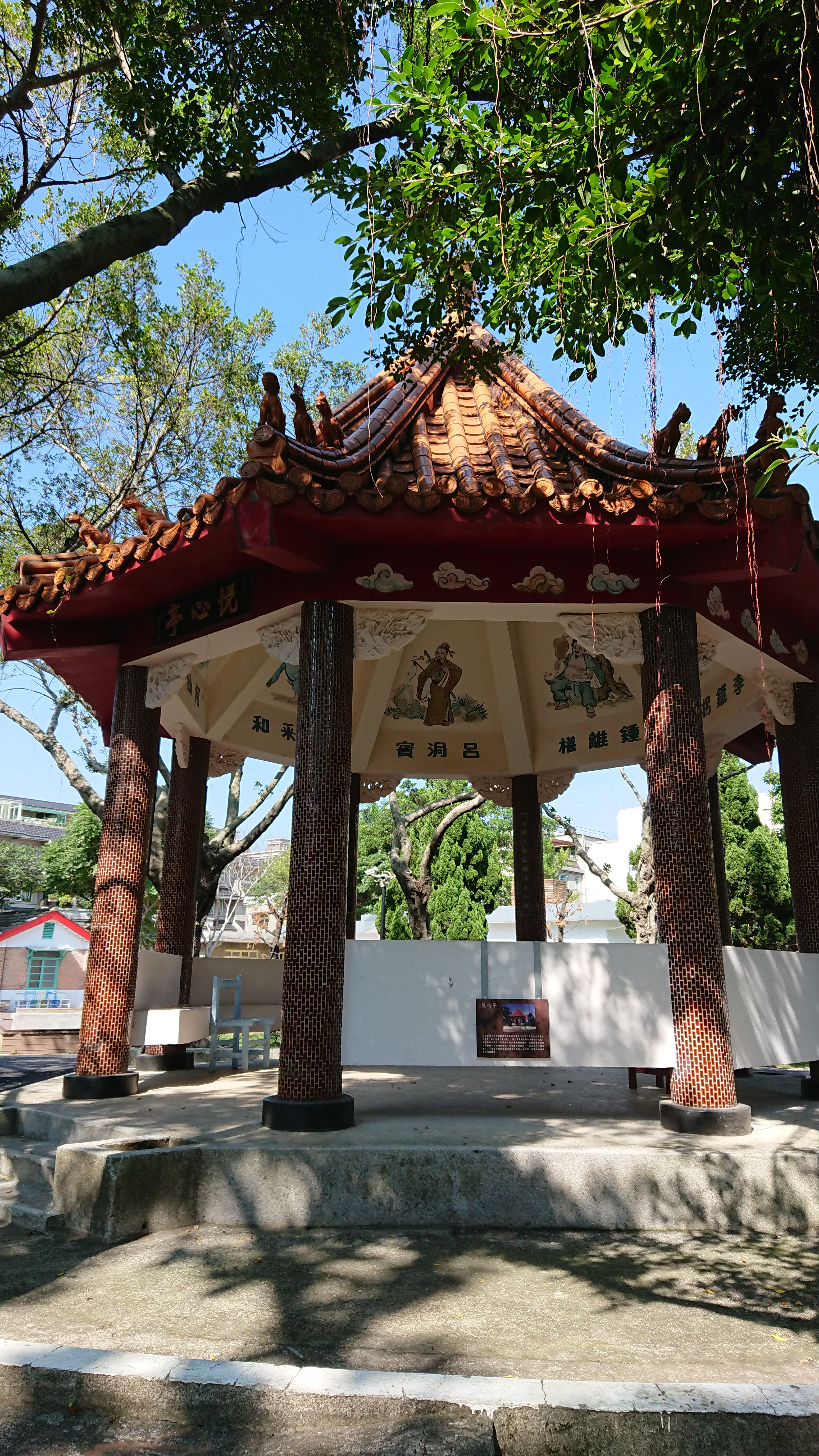
馬祖新村-悅心亭
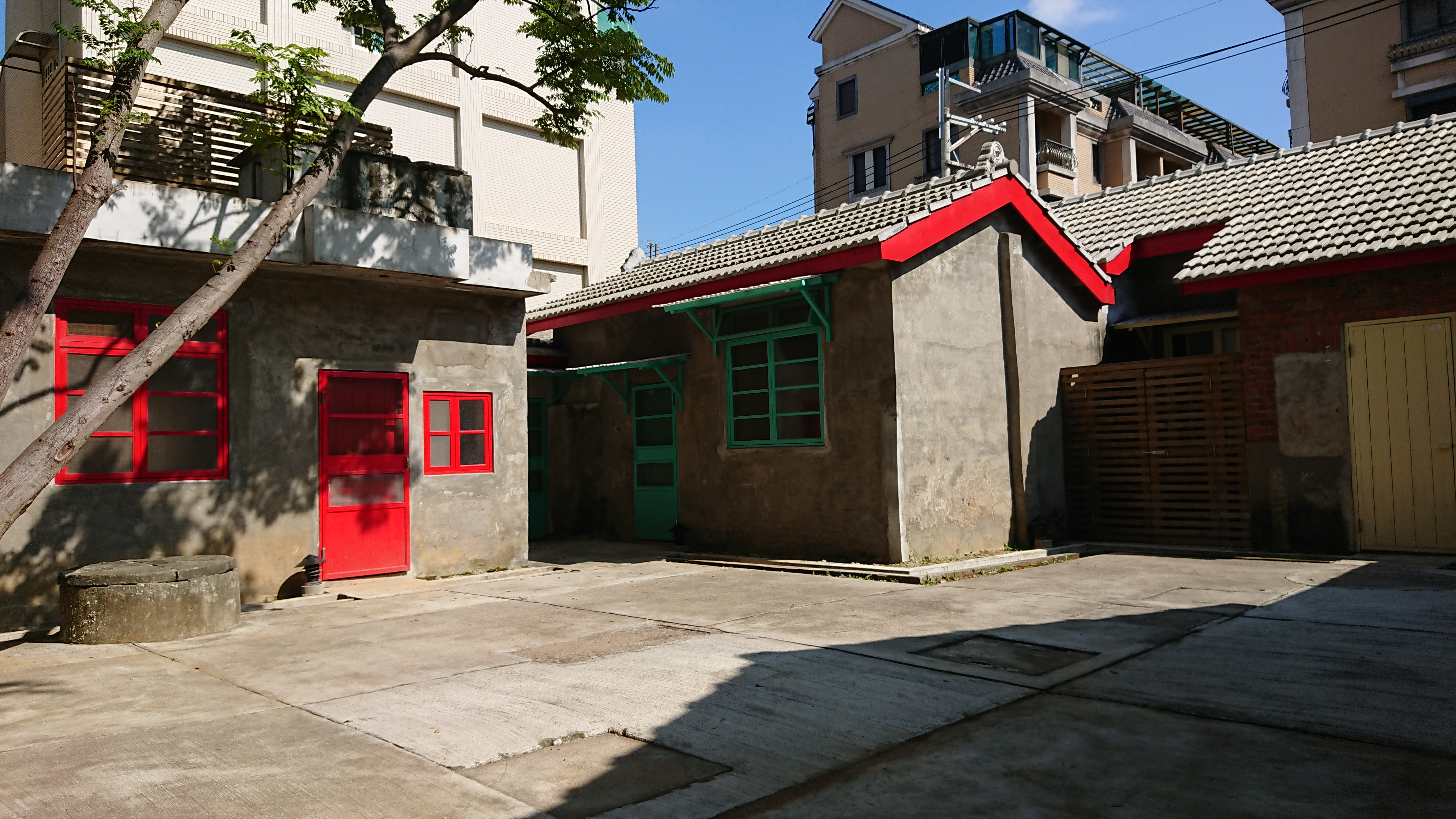
馬祖新村眷舍
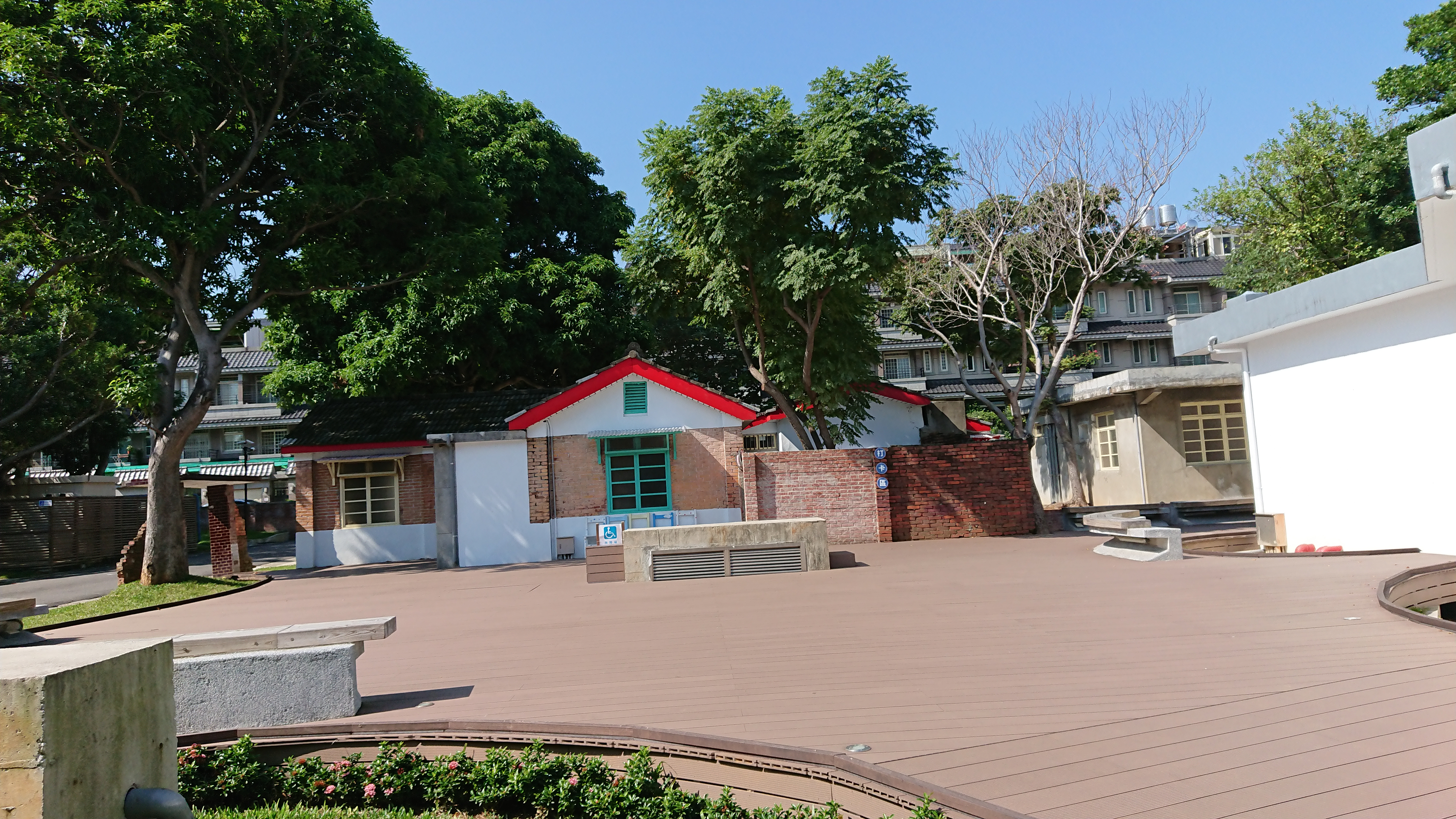
馬祖新村眷舍
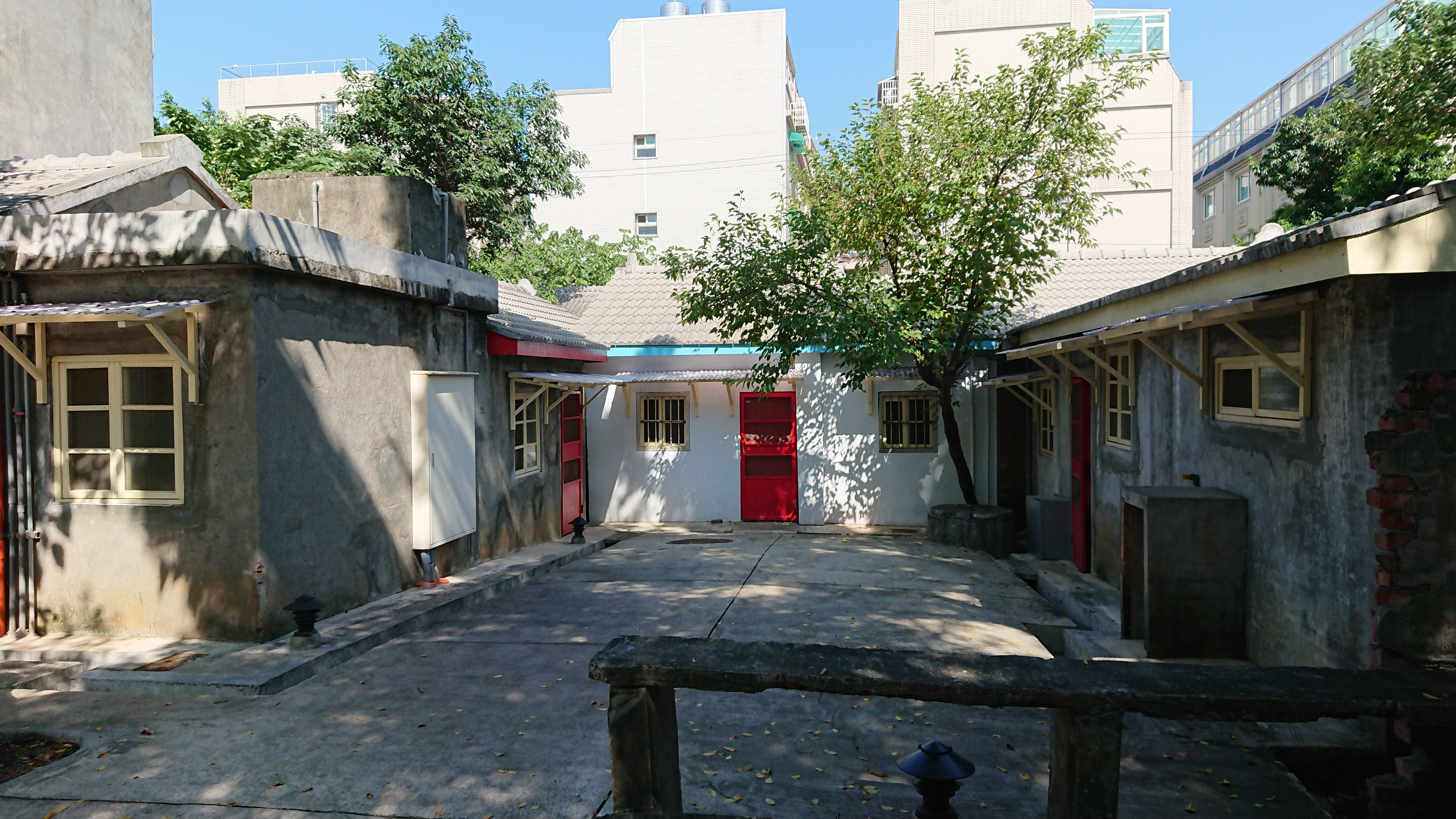
馬祖新村眷舍
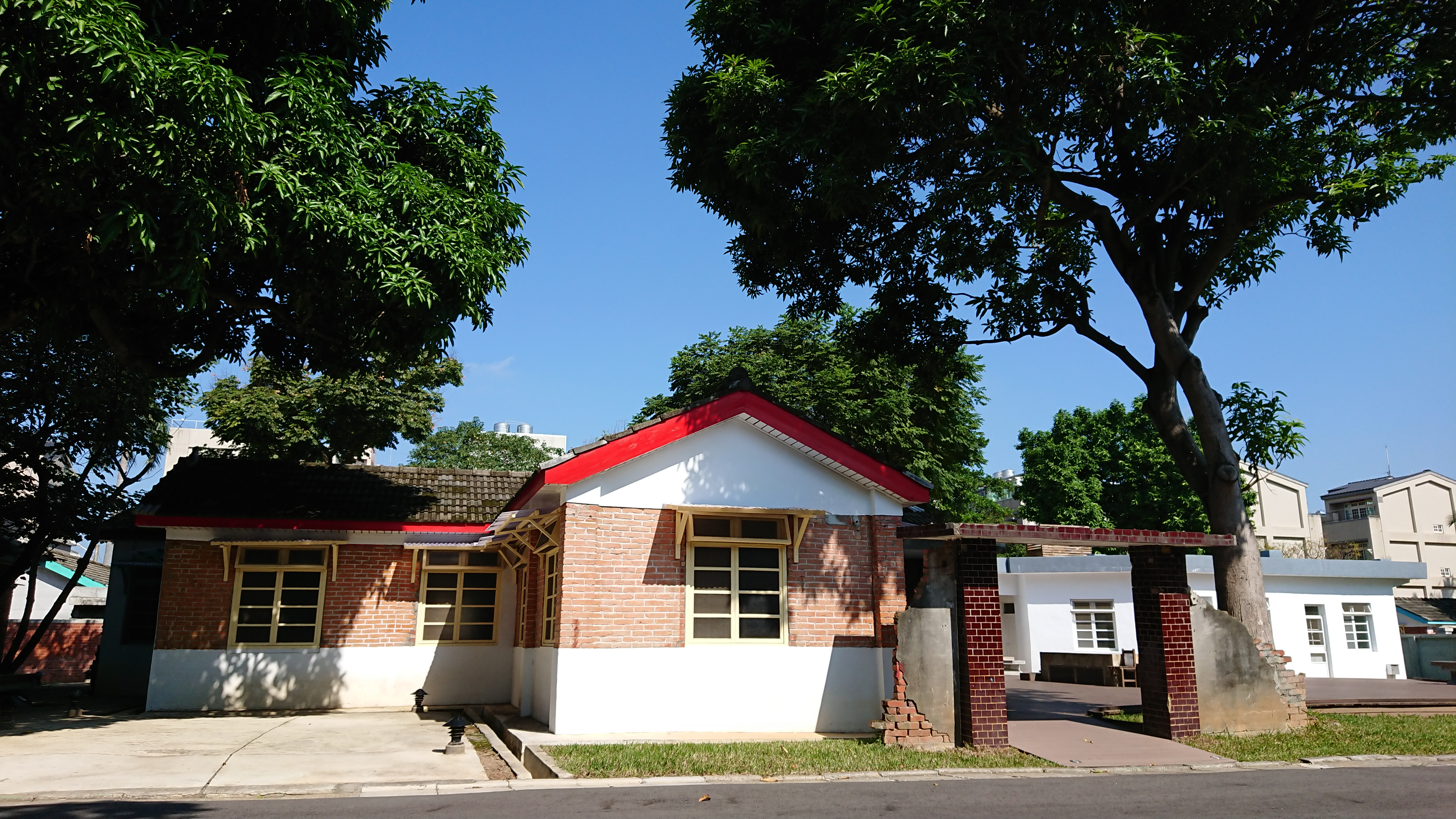
馬祖新村眷舍
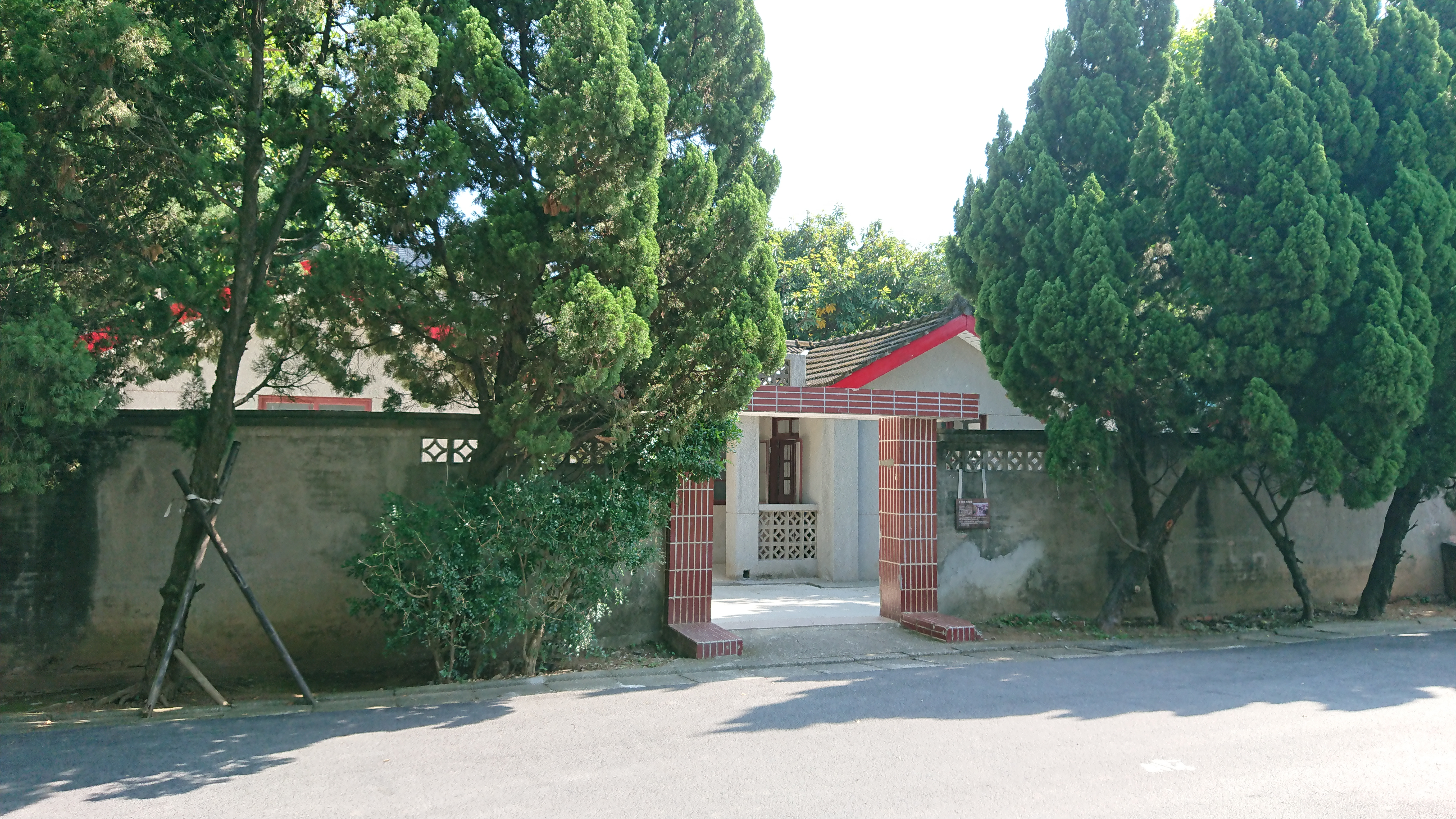
馬祖新村甲種眷舍
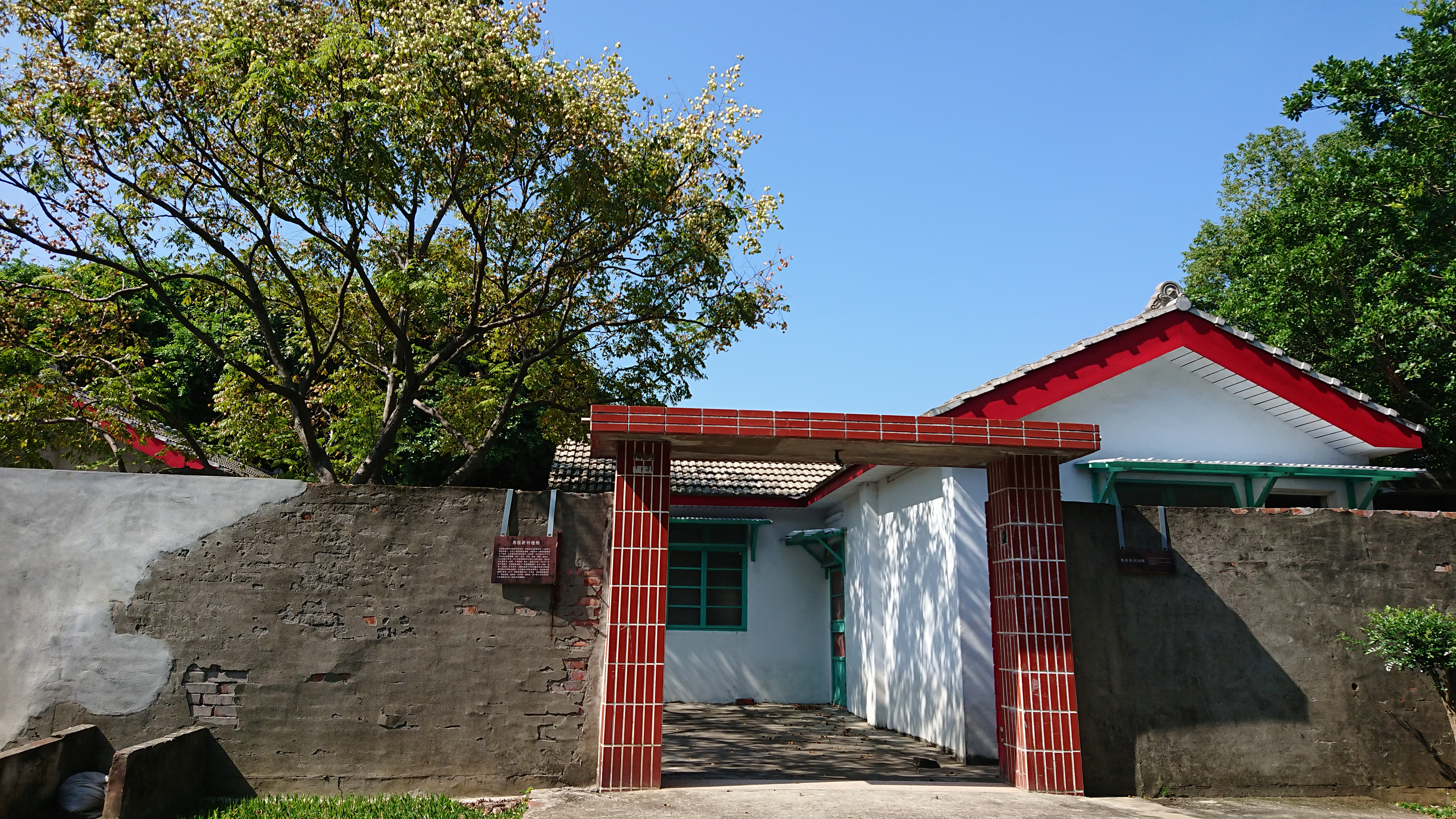
馬祖新村甲種眷舍

## 外部連結
- 馬祖新村眷村文創園區的Facebook專頁
- 馬祖新村眷村文創園區 （页面存档备份，存于） 桃園觀光導覽網
- 桃園眷村鐵三角 （页面存档备份，存于） 桃園市政府文化局
- 中壢龍岡地區馬祖新村發展影視及文創育成基地之行動研究 （页面存档备份，存于） 蘇意茹

24°56′10″N 121°14′15″E / 24.936000°N 121.237590°E